# Manuel Rodríguez Vega
Manuel Rodríguez Vega (Santiago del Cile, 16 gennaio 1944) è un allenatore di calcio ed ex calciatore cileno di ruolo centrocampista.

## Biografia
Anche il fratello minore Juan Rodríguez è stato un calciatore professionista.

## Carriera

### Calciatore
Inizia la carriera nell'Universidad de Chile con cui vinse la Primera División 1962.
Dopo un passaggio nel 1964 al San Luis de Quillota, ritorna alla U con cui vinse altri tre campionati cileni. Con i capitolini partecipò inoltre a sei edizioni della Coppa Libertadores, giocandovi in totale 24 incontri, ottenendo come miglior piazzamento il raggiungimento delle semifinali nel 1966 e 1970.
Nella stagione 1974 viene ingaggiato dagli statunitensi del L.A. Aztecs, neonata franchigia della NASL, con cui, dopo aver vinto la Western Division, vince il torneo battendo in finale, pur non venendo impiegato, i Miami Toros.
Terminata l'esperienza californiana giocò ancora due campionati nella U prima di lasciare il calcio giocato. Rodríguez Vega viene considerato uno dei 50 giocatori più rappresentativi dell'Universidad de Chile.

### Allenatore
Lasciato il calcio giocato diviene nel 1981 l'allenatore dell'Universidad de Chile, con cui non riesce ad accedere alla fase finale del torneo. Nel 1989 è alla guida del Fernández Vial, con cui chiude al tredicesimo posto della Primera División, mentre l'anno seguente torna alla U ove chiuse il campionato all'undicesimo posto.
Nel 2006 guida la nazionale femminile del Cile al Campionato sudamericano, con cui non riesce a superare la fase a gironi del torneo.
Nel 2011 è alla guida dell'Osorno.

## Palmarès
- Campionato cileno: 4

Universidad de Chile: 1962, 1965, 1967, 1969
- Campionato NASL: 1

Los Angeles Aztecs: 1974